# Лоза Божовића
Божовићи воде поријекло од Боже Николића, живе у Нинковићима и Кочадол. Никола је био унук Станише Тепчанина. Никола је, осим Божа, имао још сина Милића, од кога воде поријекло Милићевићи. Божо Николин имао је седам синова: Илију, Нијата, Стевана, Милутина, Секула, Јанка и Марка. Они се по оцу Божу прозваше Божовићи. Имали су сестру јединицу, која је била удата за Голуба Марића, од кога воде поријекло Голубовићи у Надгори.
Од овог братства је било доста истакнутих јунака и људи, али треба истаћи Зелена Божовића који се још звао Нинковић; био је угледан човјек, добар домаћин и познати јунак из многих бојева који су у његово вријеме вођени против Турска. Погинуо је као барјактар тепачке чете 1860. године на Ограђеници.
Милутин Павлов је као припадник НОП-а од 1941. године погинуо на дужности команданта мјеста Жабљак 1943. године, а Радоман Владов на Бичу 1944. године као припадник јединица НОВ-а.
Од овог братства нико не живи у Тепцима, већ су се сви иселили на своје љетне катуне у Нинковићима и Кочадолу. Од њих се једна кућа налази у Палежу.
Има их исељених у Коминима код Пљеваља.

## Табела
| ЛОЗА | ЉУБОМИР | РАДОСЛАВКА |
| ---- | ------- | ---------- |
| 1    | Иван    | Иван       |
| 2    | Срћан   | Срћан      |
| 3    | Марко   | Марко      |